# Бой под Высочином
Бой под Высочином (пол. Bitwa pod Wyszecinem) — битва 8 апреля 1734 года между русским и польским отрядами в ходе Войны за польское наследство 1733—1735 годов возле кашубского городка Высочина. Несмотря на численное преимущество поляков, битва закончилась победой русских войск.
Русским отрядом командовал генерал П. П. Ласси, польским — Ян Тарло. 
Русская армия фельдмаршала Миниха блокировала Данциг, когда Миних, узнав об угрозе его тылу от отряда Тарло, выслал Ласси против него. 6 апреля 1743 года Ласси с 3 тыс. драгун настиг 8-тысячный отряд Тарло, главным образом конный, занимавший выгодную позицию на равнине у Высочина. 7 русских драгунских полков были поставлены в конном строю, а 2 полка спешились, укрыв коноводов в овраг. Спешенные Рижские и Каргопольские драгуны с казаками, по приказу: наступать с барабанным боем, «чтобы неприятель чаял, что пехота есть», скоро очистили от поляков первый овраг, после чего предстояло форсировать еще другой, менее крутой. Передовые части драгун обеспечили переход, и Ласси развернулся на равнине при Высочине. Поляки двинулись вперед, но после часового боя были опрокинуты и обращены в бегство.
Победа Ласси предотвратила срыв осады Гданьска и не позволила сторонникам Станислава Лещинского обеспечить благоприятные условия для высадки французского десанта.